# Peter Aronsson
Peter Aronsson, född 28 april 1959 i Gemla, är en svensk professor i historia vid Linnéuniversitetet och från oktober 2017 dess rektor.

## Biografi
Aronsson blev fil.dr. 1992. Avhandlingen "Bönder gör politik" (1992) argumenterade för att den svenska politiska kulturen skapades genom en lokal praktik med rötter åhundraden tillbaka. År 2001-2012 var han professor i Historiebruk och kulturarv vid Linköpings universitet.
Aronsson är bland annat ledamot av Kungliga Vitterhetsakademien och Smålands Akademi. Åren 2013-2015 var han dekan och vice-rektor vid Fakulteten för konst och humaniora. Den 1 januari 2016 tillträdde han som prorektor för Linnéuniversitetet och är sedan den 1 oktober 2017 rektor för samma universitet.